# 林みのる
林 みのる（はやし みのる、1945年7月16日 - ）は、日本の実業家、自動車技術者。京都府京都市出身。レーシングカーコンストラクター・童夢の創業者。また日本自動車レース工業会（JMIA）会長なども務めた。大阪産業大学自動車工学部中退。
本名は林穂（読みは同じ）だが、一般的には下の名前をひらがな表記した林みのるの表記が使われる。一部の書籍等では林ミノルと表記されていることもある。

## 経歴
太平洋戦争の終戦直前、洋画家の長男として疎開先の広島で生まれる。幼少期よりオーディオ機器の自作に没頭していたが、同志社中学校の同級生だった鮒子田寛からスーパーカブを借りたことで、乗り物を作ることへと興味が移る。鮒子田や横山靖史（後のホンダ・ファクトリー・ドライバー）と共に通いつめていた鈴鹿サーキットで浮谷東次郎に出会い、親しい付き合いが始まる。また、浮谷の友人である本田博俊とも知り合う。
1965年、浮谷から依頼を受け、浮谷所有のホンダ・S600に空力特性を向上させるFRP製ボディカウルを装着した改造車（通称カラス）を製作。浮谷は「カラス」に乗り、同年5月の「第2回クラブマンレース鈴鹿大会」で優勝する。1967年には弟の正史とともにマクランサを設立し、レーシングスポーツやジュニアフォーミュラの製作を行うが、資金難により活動を休止。一時レースから退いて工業デザインの仕事を行う。
1975年、スポーツカーメーカーとして童夢を設立し、童夢-零などを発表。レーシングカー・コンストラクターとしては1979年からル・マン24時間レースやWEC-JAPAN、全日本F3000選手権などのレース活動を行う。また、技術分野では自社風洞施設「風流舎」やカーボンコンポジット開発・製造子会社「童夢カーボンマジック」（現「東レ・カーボンマジック」）を設立した。
2008年、日本自動車レース工業会 (JMIA) 設立の発起人となり、会長に就任。2009年に自伝『童夢へ』（幻冬舎）を上梓。幼少期から童夢設立までの半生をつづっている。
2012年8月末で童夢社長・JMIA会長をいずれも退任し、童夢の特別顧問、JMIAの理事に就いた。自身最後の車作りとして、童夢のオリジナルスポーツカーとSUPER GT・GT300クラスのマザーシャシーを兼ねる「ISAKU PROJECT」を推進するとしていたが、後述する3度目の離婚による財産分与等の関係で開発資金不足に陥り、2014年8月にスポーツカー開発を断念したことを公表した。ただしマザーシャシー用モノコックは完成しているため、今後同モノコックを使用した市販車の開発については含みをもたせている。
なお2022年に、後述する離婚問題により元妻に譲渡されていたとされた、童夢（現在は童夢ホールディングス）の株式の25%を取り戻したことを公表している。

## 人物
- 父親の林正治（はやし まさじ）は画家・発明家であり、お年玉付き年賀はがきの発案者でもある[10]。林家の実家は京都市上京区の京都御所の向かいにある[11]。
- ホイールメーカー、ハヤシレーシング代表の林将一は従兄弟。童夢-零はハヤシ・レーシングに間借りして製作された。
- 作曲家の林ゆうきは甥[12]。
- 元妻の父親はワコール創業者の塚本幸一、ワコール代表取締役の塚本能交は義理の兄弟。ワコールは一時、童夢の重要なスポンサーであり、ワコールの出資・企画、童夢の設計・開発により国産スーパーカー「ジオット・キャスピタ」を製造した。なお林は2013年4月に3度目の離婚をしたが[13]、同年11月に4度目の結婚をしたことを2014年正月に公表した[14]。
- 小学生の頃より物造りの資金を稼ぐため、寝る間を惜しんでアルバイトに励んでいた。仕事の忙しさを理由に中学校へ退学届けを出したが、義務教育のため退学は断られた[15]。同窓会に出席した時には、同級生から「お前は闘病中で学校に来れないのだと思っていた」と言われたという[15]。
- 国産コンストラクターの立場から「自動車レースは自動車開発技術の戦いである」と主張している[16]。日本のレース界の「目に余るドライバー育成中心主義や日本の技術や産業をないがしろにする偏った施策[17]」に対して批判的である。JMIA設立の理念を「日本の自動車レースに技術と産業を取り戻し、自動車レースの発展振興を図ること[18]」としていたが、「努力が空回りするだけで報われることの無い現実に嫌気がさした[17]」ことを理由に童夢社長とJMIA会長を退任した。

## 著書
- 童夢へ（幻冬舎、2009年）ISBN 978-4344016088
- ブラジャー VS レーシングカー（第三書館、2018年）ISBN 978-4807418886
- 童夢から（Amazon.com、2024年）
- ブラジャー VS レーシングカー 2（Amazon.com、2024年）